# فضل محمد علي
اللواء مهندس فاضل محمد علي (2010–1945) كان مديرًا لسلاح الصيانة الملكي في القوات المسلحة الأردنية، مسؤولاً عن دعم العمليات المستمرة للجيش حتى عام 2001.

## النشأة
وُلِد في الرملة عام 1945. أنهى دراسته الثانوية من رام الله عام 1965 في المرتبةالرابعة لعام 1964 في الأردن.

## التعليم
حصل على درجة البكالوريوس في الهندسة الكهربائية من جامعة الإسكندرية، مصر، وتخرج منها عام 1970. بعد انضمامه إلى الجيش العربي، تم إرساله في منحة دراسية إلى دالاس، تكساس، في الولايات المتحدة، حيث أنهى درجة الماجستير من جامعة ساوثرن ميثوديست عام 1978 مع مرتبة الشرف. خلال مسيرته العسكرية، اجتاز العديد من الدورات التدريبية في الولايات المتحدة والمملكة المتحدة وفرنسا.

## الأبحاث العلمية

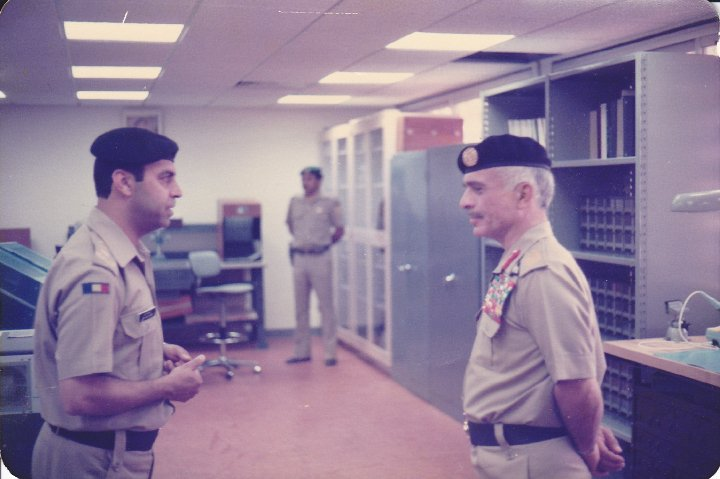
مع جلالة الملك حسين عام 1992

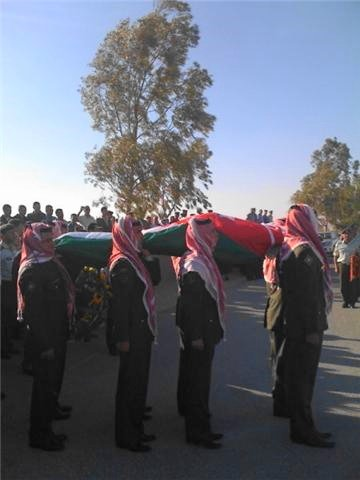
جنازة اللواء فاضل، 2010

- تطبيقات الحاسب الآلي في المعدات العسكرية الحديثة ومنهج صيانة الجيش

تم إعداده للجامعة الأردنية، كلية الهندسة والتكنولوجيا
- سياسة المعايرة والمتطلبات

ورقة أعدت أثناء ندوة المترولوجيا من أجل تنمية الدول العربية التي نظمتها المنظمة العربية للمواصفات والمقاييس بالتعاون مع الجامعة الأردنية.
- صيانة الأجهزة الإلكترونية المعملية: تم إعداد هذه الورقة أثناء قيام كلية الهندسة والتكنولوجيا في الجامعة الأردنية بتنظيم ندوة إقليمية حول صيانة الأجهزة المخبرية.
- البنك الوطني للمعلومات عن الأجهزة الإلكترونية
- المركز الوطني للبرمجيات الحاسوبية، الأردن.
- معدات الليزر والرؤية الليلية

## المناصب
- 1972-1980 رئيس قسم المركبات المدرعة والأسلحة الموجهة والإلكترونيات
- 1980-1984 رئيس فرع البحث والتطوير التقني في DRMC
- 1984-1990 قائد ورش المعدات الإلكترونية
- 1990-1992 رئيس القسم الفني (مديرية فيلق الصيانة الملكي، DRMC)
- 1992-2000 قائد ورش المعدات الإلكترونية
- 2000-2001 مدير سلاح الصيانة الملكي – القوات المسلحة الأردنية
- 2001–2003 مستشار فني لمركز الملك عبد الله الثاني للتصميم والتطوير (كادبي). مدير مشارك في CLS-Jordan / KADDB
- 2003–2005 مدير عام مركز الأمير فيصل لتقنية المعلومات (PFITC) / كادبي
- 2005-2008 مستشار فني لكل من شركة ESARSV الأردنية وشركة VSE الأمريكية
- 2008–2010 ممثل المالك / رئيس قسم الهندسة في تالا باي

## انظر ايضا
هزاع المجالي

## روابط خارجية
- سلاح الصيانة الملكي الأردني
- القوات المسلحة الأردنية